# Кутузов, Юрий Иванович Шестак
Юрий Иванович Кутузов-Шестак (умер в 1499) — московский воевода последней четверти XV века, окольничий с 1498/1499 года.

## Биография
Отец Юрия, Иван Фёдорович Кутузов, был вторым из семи сыновей Фёдора Андреевича Кутуза, родоначальника рода Кутузовых. Он погиб в 1437 году в битве под Белёвом, вероятно, достаточно молодым. Имя матери Юрия неизвестно.
Юрий был единственным ребёнком в семье. В разрядах он впервые появляется в 1476 году как воевода. В дальнейшем его имя неоднократно указывается в разрядах. 
В 1475 году Юрий был среди детей боярских, которые сопровождали великого князя Ивана III в его походе «миром» в Новгород. В 1476 году Юрий в качестве «боярина» был после жалобы псковичей послан вместе с Иваном Фёдоровичем Усом Товарковым в Псков. В 1479 году Юрий посылался в Волок «поимать» князя Ивана Владимировича Лыко Оболенского. В 1487 году Юрий вместе с князем Иваном Лыко Оболенским участвовал в походе на Вятку, а в 1489 году посылался в поход на Вятку в качестве одного из воевод судовой рати. Также Юрий посылался Иваном III в Тверь.
В 1482 году Юрий ездил к крымскому хану Менгли I Гирею, которого Казимир призывал к походу на Москву, и своими представлениями разрушил планы последнего.
1498/1499 году Юрий был пожалован в окольничие. Умер он в 1499 году. Согласно родословным он был бездетным.